# Wyspy Togian
Wyspy Togian (indonez. Kepulauan Togian) – archipelag w Indonezji na Morzu Moluckim w zatoce Tomini; wchodzi w skład prowincji Celebes Środkowy.
Główne wyspy: Batudaka, Togian, Una Una, w większości otoczone rafami koralowymi. Powierzchnia nizinna, porośnięta lasem równikowym, jedynie na wyspie Unauna większe wzniesienie (402 m n.p.m.).
Uprawa ryżu, palmy kokosowej; rybołówstwo; turystyka (gł. nurkowanie). Główne miasto: Kaloilo (na wyspie Una Una).
Mieszkańcy wysp posługują się różnymi językami, w tym pamona (w dialekcie zwanym togian, większościowy język archipelagu), bobongko i bajau.